# Emil Fischer (zanger)
Friedrich Emil August Emil Fischer ( Braunschweig, 13 juni 1838 – Hamburg, 11 augustus 1914) was een Duits zanger. Zijn stembereik varieerde van bariton tot bas. 
Hij was zoon van het hofzangersechtpaar Johann Friedrich Fischer (bas) en Ignatia Caroline Achten (sopraan). Twee broers van hem Karl Fischer en Ludwig Fischer-Achten waren eveneens gerenommeerde zangers. Hij was korte tijd getrouwd met zangeressen Kate Marie Amélie Soudain (huwelijk in Bloemendaal in 1899) en Camille Seygard (scheiding in 1902). 
Het zag er in eerste instantie niet naar uit dat hij zanger werd; hij zou boer worden. Hij kreeg wel muzieklessen, maar dan op viool en hoorn. Hij wilde eerst tenor worden, maar schakelde over naar een zangstem lager. Hij debuteerde als zanger in 1857, toen hij in Graz meezong in Jean de Paris van François-Adrien Boieldieu. Hij verbond zich aan operagezelschappen in Bratislava (toen Presburg), Szczecin (toen Stettin), Braunschweig, Gdansk (dan Danzig) (1863-1870). Van 1875 tot 1880 was hij verbonden aan de Hoogduitsche Opera in Rotterdam (in 1870 was hij ook al een jaar aan dat gezelschap verbonden), maar trad ook op in oratoria. Hij zong ook in Karlsruhe (1874-1875), Keulen en weer in  Gdansk. Daarna vertok hij naar Dresden. In 1885 trad hij toe tot het operagezelschap van de Metropolitan Opera (1885-1891), waarbij hij zong met sterren als Lilli Lehman, Max Alvary en Marianne Brandt.Hij maakte daar vooral furore in de opera’s van Richard Wagner. Van 1895 tot 1897 was hij onderdeel van de Damrosch Opera Company van Walter Damrosch, In maart 1907 was hij nog even terug in New York bij de Met voor een galavoorstelling, dat hem een pensioen opleverde van tienduizend Amerikaanse dollars.
Hij was onder meer een van de leraren van Arnold Spoel en Johanna Dusault. 
Hij overleed in Hamburg, waar hij op bezoek was bij zijn dochter, vlak na de uitbraak van de Eerste Wereldoorlog.  
- Bibliothèque nationale de France: cb148195554 (data)
- Gemeinsame Normdatei: 116667443
- International Standard Name Identifier: 0000 0000 4128 0185
- Library of Congress Control Number: no93014979
- SNAC: w6xd1d5x
- Virtual International Authority File: 47519365
- WorldCat: E39PBJktrBVdm7yCqVCFHYfwmd